# Radikal 81
Radikal 81 mit der Bedeutung „vergleichen“ ist eines von 34 der 214 traditionellen Radikale der chinesischen Schrift, die mit vier Strichen geschrieben werden.
Mit 4 Zeichenverbindungen in Mathews’ Chinese-English Dictionary gibt es sehr wenige Schriftzeichen, die unter diesem Radikal im Lexikon zu finden sind.
Das Radikal vergleichen nimmt nur in der Langzeichen-Liste traditioneller Radikale, die aus 214 Radikalen besteht, die 81. Position ein. In modernen Kurzzeichen-Wörterbüchern kann es sich an ganz anderer Stelle finden. Im Neuen chinesisch-deutschen Wörterbuch aus der Volksrepublik China steht es zum Beispiel an 123. Stelle.
Die Siegelschrift-Form dieses Schriftzeichens zeigt zwei parallel nebeneinander stehende Menschen, daher die Bedeutung gemeinsam, vergleichen. 
Das Zeichen 昆 (kun = Nachkomme) besteht aus der Sonne (日 ri) und den beiden Menschen 比 darunter.
皆 (jie = alle) besteht aus 比 (bi = gemeinsam) und 白 (bai hier: sprechen) = alle.
毖 (bi = warnen) setzt sich aus 比 und 必 zusammen, letzteres ist der Lautträger. 比 steht hier für vorsichtige Vergleiche, ist also Sinnträger in seiner heutigen Bedeutung.
比 übernimmt im zusammengesetzten Zeichen meist die Rolle des Lautträgers wie in 秕 (bi = Spreu), 庇 (bi = beschützen), 毕 (bi = beenden), 毙 (bi = ums Leben kommen) und  批 (pi = Anweisungen auf einen Bericht schreiben).

## Schriftzeichenverbindungen, die vom Radikal 81 regiert werden
| Striche | Zeichen  |
| ------- | -------- |
| +0      | 比       |
| +02     | 毕       |
| +05     | 毖 毗 毘 |
| +06     | 毙       |
| +13     | 毚       |

 Im Unicodeblock Kangxi-Radikale ist das Radikal 81 unter der Codepointnummer 12.112 (U+2F50) codiert.